# Will Gardner
Will Gardner es un personaje de la serie de televisión de CBS The Good Wife y fue interpretado por Josh Charles durante las primeras cinco temporadas de la serie. Por su actuación, Charles recibió dos nominaciones al premio Emmy en horario estelar, así como una nominación al Globo de Oro.

## Antecedentes
Es un viejo amigo de Alicia, en el piloto la ayudó a conseguir un trabajo en la empresa y está constantemente tratando de evitar aparecer como si la favoreciera. Esto se complica por el hecho de que los dos tienen sentimientos el uno por el otro. Will y Alicia tienen una aventura que comienza al final de la segunda temporada. En la tercera temporada se separan cuando la hija de Alicia desaparece, y ella decide que necesita concentrarse más en sus hijos. Es visto como un mujeriego a lo largo de la serie y tuvo varias aventuras amorosas y novias. Generalmente tenía una buena relación de trabajo con Diane Lockhart, su socia cogerente en la firma, y los dos demuestran una habilidad astuta para guiar su negocio, incluso en tiempos difíciles. Will juega regularmente baloncesto con otros abogados y jueces. Durante la tercera temporada, es suspendido de ejercer la abogacía durante seis meses como castigo por un viejo escándalo de soborno, pero regresa a la firma en la cuarta temporada. En la quinta temporada, después de mucha planificación, Alicia y Cary dejan Lockhart & Gardner para empezar su propia empresa; Will lo toma como traición personalmente. En el episodio 15 de la quinta temporada, su cliente Jeffrey Grant (interpretado por Hunter Parrish) le dispara en la sala del tribunal.
Después de su muerte, apareció en secuencias de sueños en los episodios "Minds Eye" y en el final de la serie "End".